# Kunsthal Rotterdam

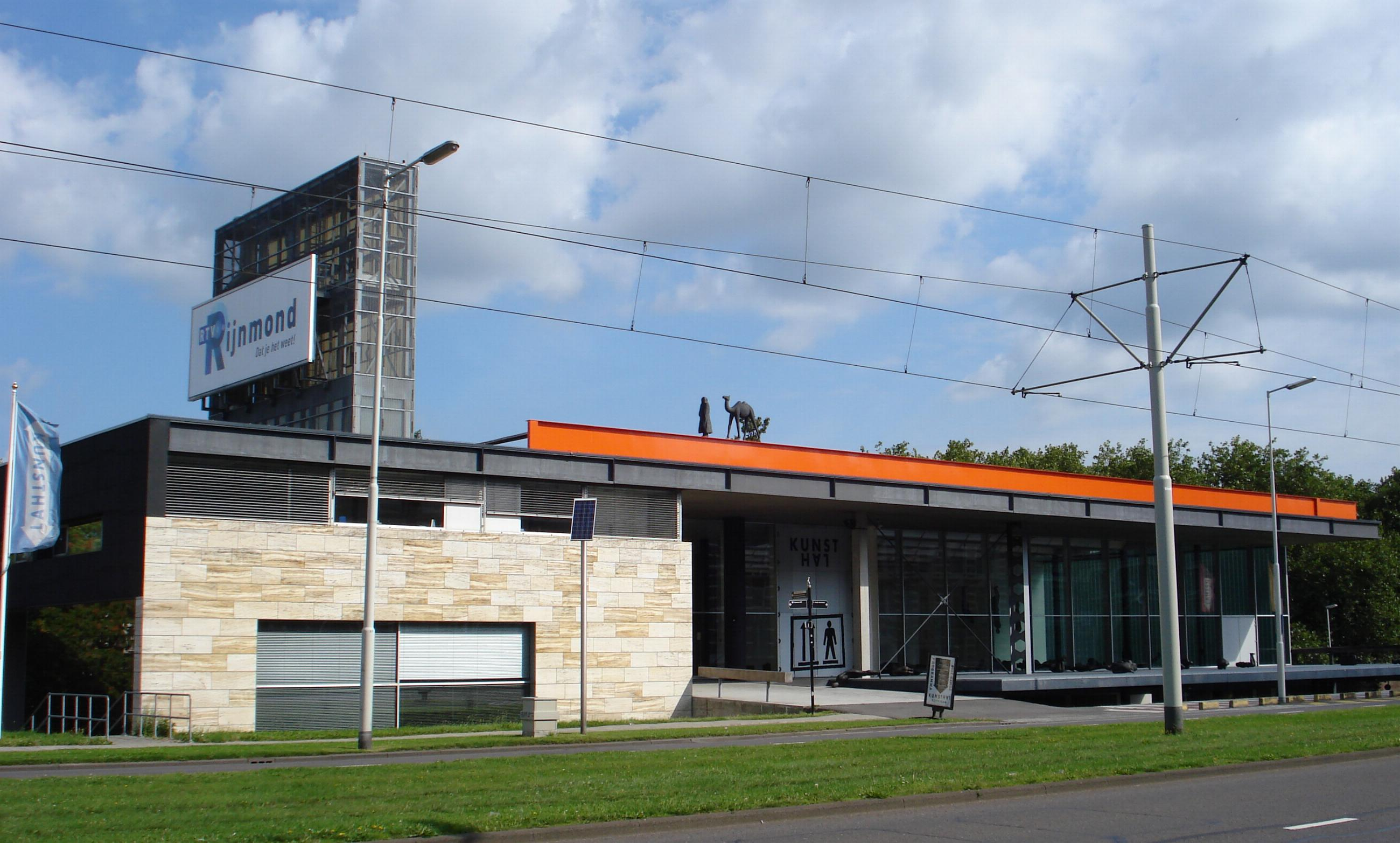
De Kunsthal

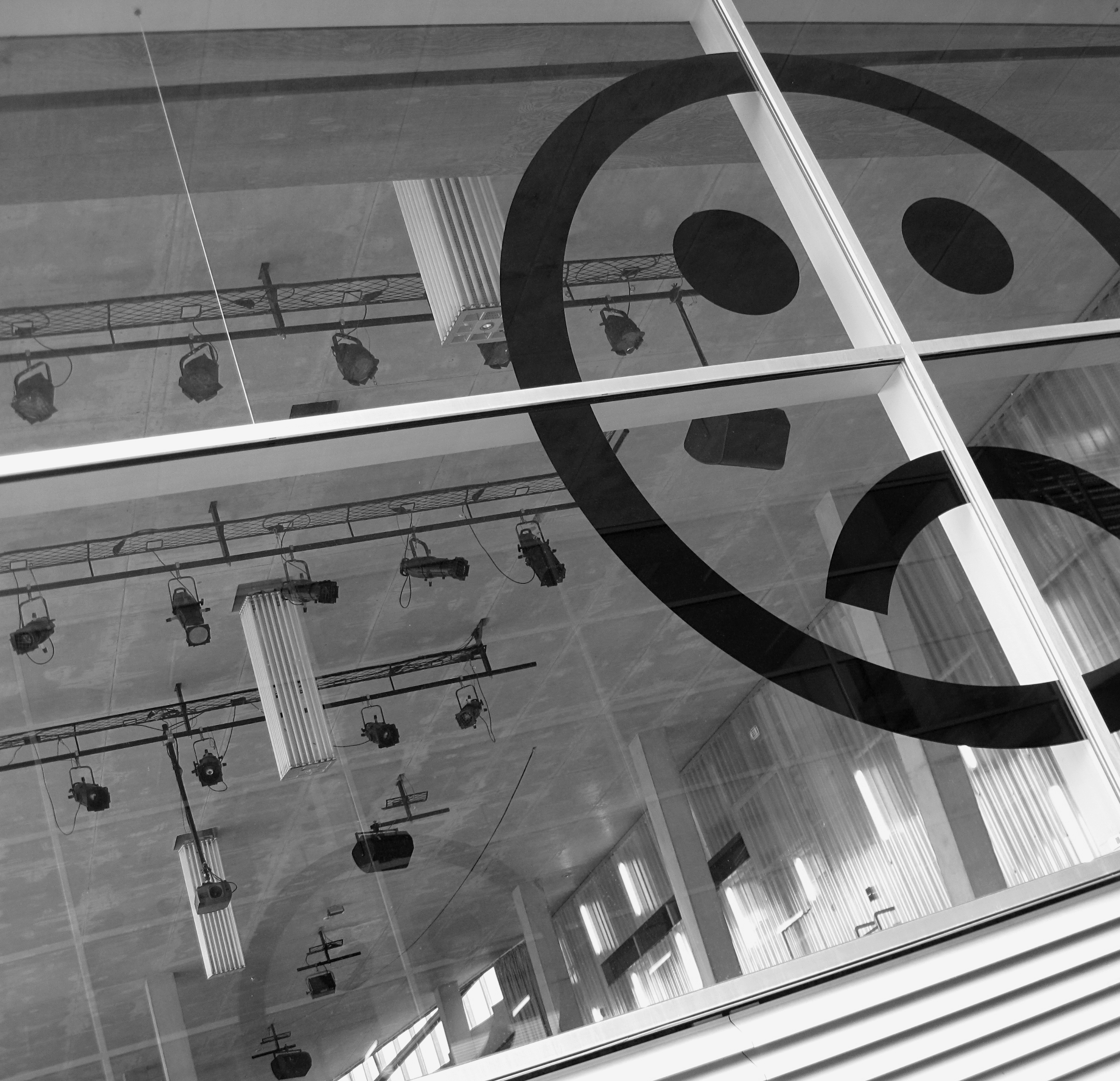
KunstHAL smile! you're on candid camera!

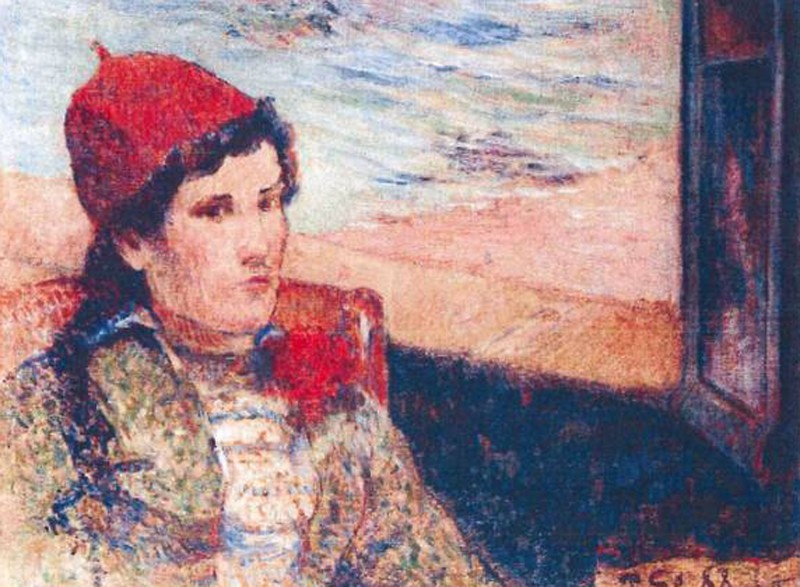
Op 16 oktober 2012 uit de Kunsthal gestolen schilderij van Gauguin uit de Triton-collectie

De Kunsthal Rotterdam, geopend in 1992, is een expositieruimte in Rotterdam. Het is de eerste Kunsthal van Nederland. Het gebouw is gelegen in het Museumpark en heeft een ingang aan de Westzeedijk tegenover het Koningin Emmaplein. Naast de Kunsthal bevindt zich het Natuurhistorisch Museum Rotterdam.
Directeur tot 2000 was Wim van Krimpen. Hij werd opgevolgd door Wim Pijbes, die sinds 1996 werkzaam was bij de Kunsthal. Pijbes werd in 2008 hoofddirecteur van het Rijksmuseum in Amsterdam; Emily Ansenk was vervolgens tot september 2019 directeur. Sinds 14 februari 2022 is Marianne Splint algemeen directeur van Kunsthal Rotterdam.

## Het gebouw
De Kunsthal beschikt over 3300 m² tentoonstellingsruimte in een opvallend en modern gebouw, ontworpen door de Rotterdamse architect Rem Koolhaas samen met projectarchitect Fuminori Hoshino van het architectenbureau OMA (Office for Metropolitan Architecture). Het gebouw ziet eruit als een grote, platte, vierkante doos, met een smalle hoge toren als verticaal accent. Alle gevels zijn verschillend. Kostbare, klassieke bouwmaterialen als marmer en parket zijn gecombineerd met goedkope materialen als golfplaat, kaal beton, stalen roosters en ruwe boomstammen. Op de verticale toren staat het zwart-witte logo van de Kunsthal, dat is gebaseerd op het stempel dat bij transportkisten de bovenkant aangeeft.
Met haar ligging tussen de Westzeedijk en het Museumpark is de Kunsthal, naast een tentoonstellingsruimte, ook een verkeersknooppunt. Een schuin oplopende hellingbaan loopt dwars door het gebouw heen en overbrugt het hoogteverschil van zes meter, ook voor passanten die niet naar binnen gaan. Ook in het gebouw overheerst het principe van hellingbanen. Alle publieke ruimtes - drie tentoonstellingszalen, één gehoorzaal en een galerij - lopen in elkaar over, onderling verbonden door één doorlopende hellingbaan. Hierdoor is het gebouw ook toegankelijk voor mensen die in een rolstoel zitten.

## Werkwijze
De Kunsthal is een expositieruimte zonder eigen collectie. Praktisch gezien is het daarom geen museum. In plaats daarvan organiseert de Kunsthal wisseltentoonstellingen op het gebied van kunst en cultuur. Door de grote oppervlakte is het mogelijk ongeveer vijf exposities tegelijk te laten plaatsvinden. Het museum heeft dan ook ongeveer 25 verschillende exposities per jaar.
Opvallend is het brede scala aan onderwerpen. Ook de populaire cultuur komt uitgebreid aan bod. Zo zijn er in het verleden tentoonstellingen geweest over kunst uit Noord-Korea, over surrealistische en luministische schilderijen en zijn er verschillende retrospectieven gewijd aan bijvoorbeeld M.C. Escher, Isaac Israëls, Leonardo da Vinci en Alberto Giacometti. Maar er waren ook fototentoonstellingen over frietkotten, Japanse treinforensen, Feyenoord en de Playboy in Nederland.
Elk jaar is er in de Kunsthal ten minste één familietentoonstelling, speciaal voor bezoekers van alle leeftijden. In 2007 was er een kaskraker: een tentoonstelling over dinosaurussen, met veel bewegende modellen. In 2008 trok De Glorie van Rome de aandacht door de zandbak in de tentoonstellingszaal, waarin kinderen konden graven naar een archeologische schat.
Sinds 2004 vindt elke twee jaar het culinaire festival KunsthalKOOKT plaats.
Jaarlijks vindt in de zomer het evenement All You Can Art plaats in het auditorium, waarbij mensen zelf kunst kunnen maken en exposeren.

## Tentoonstellingen (selectie)
- Retrospectief, Karin en Ernst van Leyden van oktober 1999 tot januari 2000[3]
- Charlie Chaplin van 1 oktober 2005 t/m 15 januari 2006[4]
- Modern Life, Edward Hopper en zijn tijdgenoten van 26 september 2009 t/m 17 januari 2010[5]
- Binnenste Buiten van 6 februari t/m 24 mei 2010[6]
- Edvard Munch van 18 september 2010 t/m 20 februari 2011[7][8]
- I promise to love you van 6 februari t/m 15 mei 2011[9]
- Designing 007: Fifty Years of Bond Style van 12 oktober 2014 t/m 8 februari 2015[10]
- Extra Large: Wandkleden van Picasso en Le Corbusier tot Louise Bourgeois van 28 maart 2020 t/m 3 januari 2021, ten gevolge van corona-maatregelen opgeschoven naar 1 juni 2020 t/m 3 januari 2021.[11][12]

## Kunstroof 2012
In de nacht van 15 op 16 oktober 2012 was er een geruchtmakende diefstal in de Kunsthal van zeven schilderijen die behoren tot de Triton Collectie. Het gaat om:
- Pablo Picasso: Tête d'Arlequin (1971)
- Henri Matisse: La Liseuse en Blanc et Jaune (1919)
- Claude Monet: Waterloo Bridge, London (1901)
- Claude Monet: Charing Cross Bridge, London (1901)
- Paul Gauguin: Femme devant une fenêtre ouverte, dite la Fiancée (1888)
- Meijer de Haan: Autoportrait (circa 1889-91)
- Lucian Freud: Woman with Eyes Closed (2002)

Op 15 juli 2013 maakte het team van de Roemeense justitie dat de zaak onderzocht, bekend dat alle zeven werken, met een geschatte waarde van 18 miljoen euro, vrijwel zeker zijn verbrand.
Echter, 18 november 2018 werd bekend dat na een anonieme tip de schrijfster Mira Feticu het werk van Picasso had afgegeven bij de Nederlandse ambassade in Boekarest. Na een anonieme tip was ze zelf op onderzoek gegaan en vond de Picasso in een bosje onder een steen. Ze werd zo zelf onderdeel van haar roman "Tascha" uit 2015, die de kunstroof beschrijft. De echtheid van de Picasso werd onmiddellijk in twijfel getrokken door een expert. Niet lang daarna werd bekend dat Feticu en Westerman het slachtoffer waren geworden van een stunt van de Belgische theatergroep Berlin. Deze Picasso was een vervalsing, hoewel latere berichten in de media doen vermoeden dat de echte Picasso mogelijk toch niet is verbrand en nog steeds in criminele handen is. Over de tocht door haar geboorteland schreef Feticu vervolgens Picasso's keerzijde. De zoektocht naar een verloren kunstwerk, dat tegelijk een beschouwing over schoonheid en valsheid, kunst en werkelijkheid is.